# Daria Nicolodi
Daria Nicolodi, född 19 juni 1950 i Florens, Toscana, död 26 november 2020 i Rom, var en italiensk skådespelerska och manusförfattare.

## Roller i urval
- 1970 – Ingen mans land
- 1973 – Egendom är inte längre stöld
- 1975 – Deep Red
- 1977 – Flykten från helvetet (även manus)
- 1980 – Inferno
- 1982 – Tenebre
- 1985 – Macaroni
- 1985 – Phenomena
- 1987 – Opera
- 2007 – Mother of Tears